# Saint-Bauld
Saint-Bauld település Franciaországban, Indre-et-Loire megyében. Lakosainak száma 193 fő (2018. január 1.). Saint-Bauld Dolus-le-Sec, Le Louroux, Manthelan és Tauxigny községekkel határos.

## Népesség
A település népessége az elmúlt években az alábbi módon változott:
| Lakosok száma | 173  | 132  | 115  | 159  | 167  | 201  | 197  | 196  | 194  | 193  |
|               | 1968 | 1975 | 1982 | 1990 | 1999 | 2011 | 2013 | 2015 | 2017 | 2018 |